# Государственный музей шёлка Грузии
Государственный музей шёлка Грузии (груз. აბრეშუმის სახელმწიფო მუზეუმი) — учреждение культуры Грузии. Расположен в Тбилиси, улица Георгия Цабадзе, 6.

## Экспозиция
В экспозиции представлены более чем 5000 сортов и видов коконов, гусениц-шелкопрядов и бабочек, а также образцы тутовых растений, натуральных и синтетических красителей, широкого ассортимента продукции из шёлка и многое другое.

## История
Основан в Тбилиси в 1887 году известным специалистом и исследователем шёлка Николаем Шавровым с целью знакомить с продукцией шелководства на Кавказе.
Здание музея построено архитектором Александром Шимкевичем в 1892 году (памятник архитектуры).
При музее существовали практические и теоретические курсы по шелководству для народных учителей, библиотека, лаборатория и пр.